# Kira Maria Asenina av Bulgarien
Kira Maria Asenina av Bulgarien, död efter 1283, var kejsarinna av Bulgarien 1280–1283, som gift med tsar Georg Terter I av Bulgarien.